# Pogroms anti-chinois de l'Amour de 1900
Révolte des Boxers
Batailles
m
- Temple Senluo (en)
- Légations de Pékin (en)
- 1re intervention (en)
- Langfang (en)
- Forts de Taku
- Massacre de Blagovechtchensk
- Massacre de Taiyuan (en)
- Tianjin
- Beicang (en)
- 2e intervention (en)
- Yangcun (en)
- Pékin
- Beitang (en)
- Shanhaiguan (en)
- Mandchourie

Les pogroms anti-chinois de l'Amour de 1900 sont une série de massacres et de représailles contre les résidents chinois de Blagovechtchensk et des soixante-quatre villages à l'est du fleuve de la région de l'Amour dans le cadre de la révolte des Boxers, entraînant finalement des milliers de morts, l'expulsion des Chinois vivant dans les soixante-quatre villages et un contrôle accru de la Russie sur la région. La justification russe des pogroms est de réprimer des attaques menées contre des infrastructures russes à l'extérieur de Blagovechtchensk par des Boxers chinois, auxquelles les forces russes auraient ensuite répondu. Les pogroms eux-mêmes se sont produits du 17 au 21 juillet 1900.

## Étymologie
Le nom des massacres et représailles n'est pas uniformisé et ils sont désignés sous différents termes au fil du temps. Le nom chinois le plus courant est la « catastrophe russe de Gengzi » (庚子俄難), mais les deux événements les plus importants à Blagovechtchensk et aux soixante-quatre villages à l'est du fleuve sont appelés respectivement « massacre de Blagovechtchensk » (海蘭泡慘案) et « massacre des soixante-quatre villages à l'est du fleuve » (江東六十四屯慘案).
Le nom russe des massacres à Blagovechtchensk est le « pogrom chinois de Blagovechtchensk » (Китайский погром в Благовещенске), tandis que les massacres et représailles ayant eu lieu dans les soixante-quatre villages à l'est du fleuve sont appelés la « bataille de l'Amour » (Бои на Амуре).

## Évènements
Le lieutenant-général Konstantin Nikolaïevitch Gribski ordonne l'expulsion de tous les sujets Qing restés au nord du fleuve. Cela comprend les habitants des villages et les commerçants et travailleurs chinois qui vivent à Blagovechtchensk où ils représentent entre un sixième et la moitié de la population locale de 30 000 habitants,. Ils sont emmenés par la police locale et conduits au fleuve pour y être noyés. Ceux qui savent nager sont abattus par les forces russes.

## Postérité
Andrew Higgins du New York Times écrit que les responsables chinois et russes avaient tendance à ne pas évoquer les incidents pendant les périodes de bonnes relations entre la Chine et la Russie ou entre la Chine et l'Union Soviétique (en), alors que l'incident est évoqué après la rupture sino-soviétique avec le témoignage de survivants des massacres encore vivants. Higgins déclare qu'en 2020, les responsables chinois et russes ont délibérément évité de traiter l'incident.